# Port de Mogadiscio
Le port de Mogadiscio, (dénommé en somali : Dekada Muqdisho et en italien : Porto di Mogadisho), est communément appelé port international de Mogadiscio. Il s'agit du principal accès maritime de la capitale somalienne, Mogadiscio, et revêt une importance stratégique pour le pays. Classé parmi les ports de première catégorie, il constitue l'infrastructure portuaire la plus considérable de la Somalie.

## Projet de réhabilitation du port de Mogadiscio

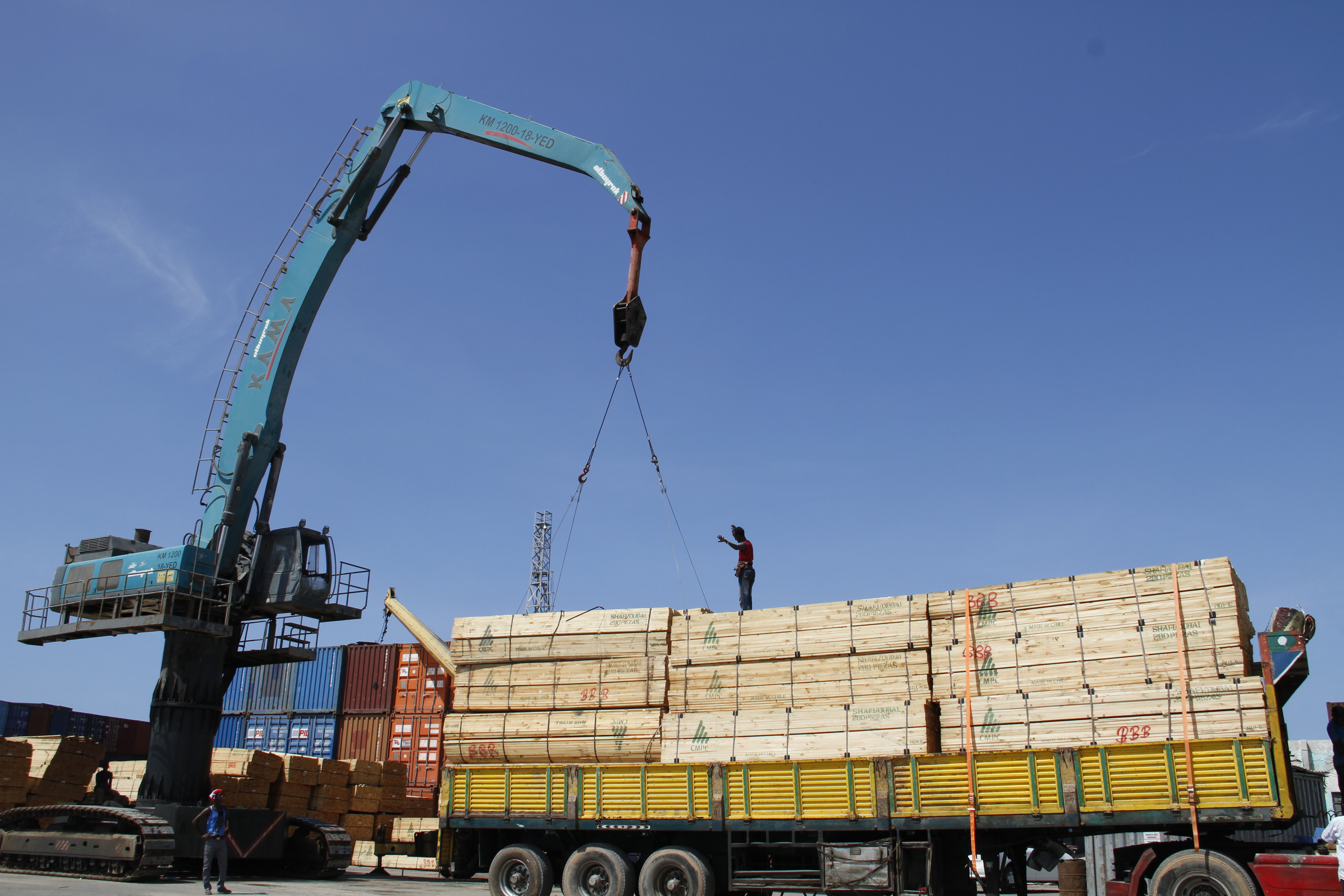
Un homme contrôle l'équipement de manutention du fret pendant le déchargement.

Suite aux dégradations subies lors du conflit civil, le gouvernement fédéral de Somalie a entrepris un vaste chantier de remise en état du port de Mogadiscio. Cette initiative ambitieuse a pour objectifs la reconstruction, le développement et la modernisation de cette infrastructure essentielle. Parmi les travaux envisagés figure l'implantation d'un système logistique de pointe, de type Alpha. Afin d'évaluer les besoins et de définir les modalités de cette entreprise, une mission conjointe a été organisée en juin 2013. Celle-ci regroupait des experts chinois, reconnus pour leur savoir-faire dans le domaine de la reconstruction, aux côtés du directeur du port de Djibouti. Ensemble, ils ont procédé à une inspection approfondie des lieux et ont reçu des présentations détaillées sur le fonctionnement actuel du port. Ces informations ont vocation à alimenter les études préalables à la mise en œuvre du projet, tel qu'il a été annoncé par le directeur du port de Mogadiscio, Abdullahi Ali Nur,.
En novembre 2014, le ministre des Transports, Said Jama Mohamed, entreprit une entreprise de rénovation du système de transport au sein du port de Mogadiscio. À cette fin, il convoqua les représentants des corporations locales de transporteurs afin de débattre des moyens d'optimiser l'application du nouveau système, de garantir sa clarté et sa reddition de comptes, et d'évaluer leurs desiderata ainsi que ceux des propriétaires de marchandises qu'ils représentaient. Selon les dires de Mohamed, le but ultime de ce projet était d'instaurer un système de transport impartial et équitable. Il souligna également l'importance pour les propriétaires de véhicules de transport de s'assurer que leurs engins étaient en parfait état de marche et répondaient aux exigences des propriétaires de marchandises. Ce projet, s'il était mené à bien, promettait de révolutionner le paysage du transport au sein du port de Mogadiscio, en favorisant une circulation fluide et efficace des marchandises.

### Expédition Simatech
En 2013, les administrateurs du port de Mogadiscio contractèrent un accord avec les émissaires de la société Simatech Shipping LLC, établie à Dubaï, aux fins de confier à cette dernière la gestion des opérations essentielles du port maritime. Sous l'intitulé de 'Mogadishu Port Container Terminal', cette entreprise fut investie de la responsabilité d'assurer l'ensemble des fonctions techniques et opérationnelles du port.

### Al-Bayrak
En octobre 2013, le Cabinet fédéral, dans une décision d'importance capitale, accorda à la société turque Al-Bayrak la gestion du port de Mogadiscio pour une période quinquennale. Selon les déclarations émanant du bureau du Premier ministre, cet accord, négocié par le ministère des Ports et des Travaux publics, confiait également à cette entreprise la tâche de reconstruire et de moderniser cette infrastructure maritime, essentielle au développement économique du pays. Il est à noter qu'Al-Bayrak avait auparavant mené à bien d'importants travaux d'infrastructures, notamment la construction du métro d'Istanbul. Toutefois, en avril de l'année suivante, le Parlement fédéral, soucieux de préserver les intérêts nationaux, décida de surseoir à la ratification définitive de cet accord, en attendant l'adoption d'une nouvelle loi encadrant les investissements étrangers. Les députés, dans leur sagesse, exigèrent également que cet accord fût soumis à un examen approfondi et que les droits des travailleurs portuaires fussent dûment pris en compte. Finalement, en septembre 2014, le gouvernement fédéral, après mûre réflexion, délégua officiellement la gestion du port de Mogadiscio à la société turque. Le directeur général d'Al-Bayrak, Ahmed Salim, précisa alors que, conformément aux termes du contrat, 55 % des revenus générés par le port seraient reversés au Trésor public, tandis que les 45 % restants serviraient à rémunérer l'entreprise pour ses investissements et ses services. Selon le ministre des Transports et du Port maritime, Yussuf Maolim Amin, cette nouvelle gestion devait permettre de doubler les recettes publiques issues de cette activité. Le projet de modernisation, financé par Al-Bayrak à hauteur de 80 millions de dollars, promettait de doter Mogadiscio d'un port moderne et performant.
Selon les déclarations d'Al-Bayrak, l'essentiel des bénéfices générés par l'exploitation du port maritime devait être réinjecté dans celui-ci. Cet investissement substantiel visait à développer les échanges commerciaux par l'aménagement de nouveaux quais et l'acquisition de matériel de construction et d'engins portuaires. Par ailleurs, l'entreprise projetait de renforcer la sécurité des installations en érigeant un mur de protection et en installant un système de vidéosurvéillance conforme aux normes internationales. La construction d'un bâtiment administratif moderne et l'entretien régulier des chenaux d'accès, notamment par le biais d'une surveillance sous-marine, complétaient ce vaste programme d'amélioration. En septembre 2014, la première tranche des travaux de rénovation semblait achevée, tandis que la seconde était en cours de réalisation. Il convient de noter que, dès le premier mois d'exploitation sous la gestion d'Al-Bayrak, le port avait déjà généré des revenus de service s'élevant à 2,7 millions de dollars.